# 에코 (신화)

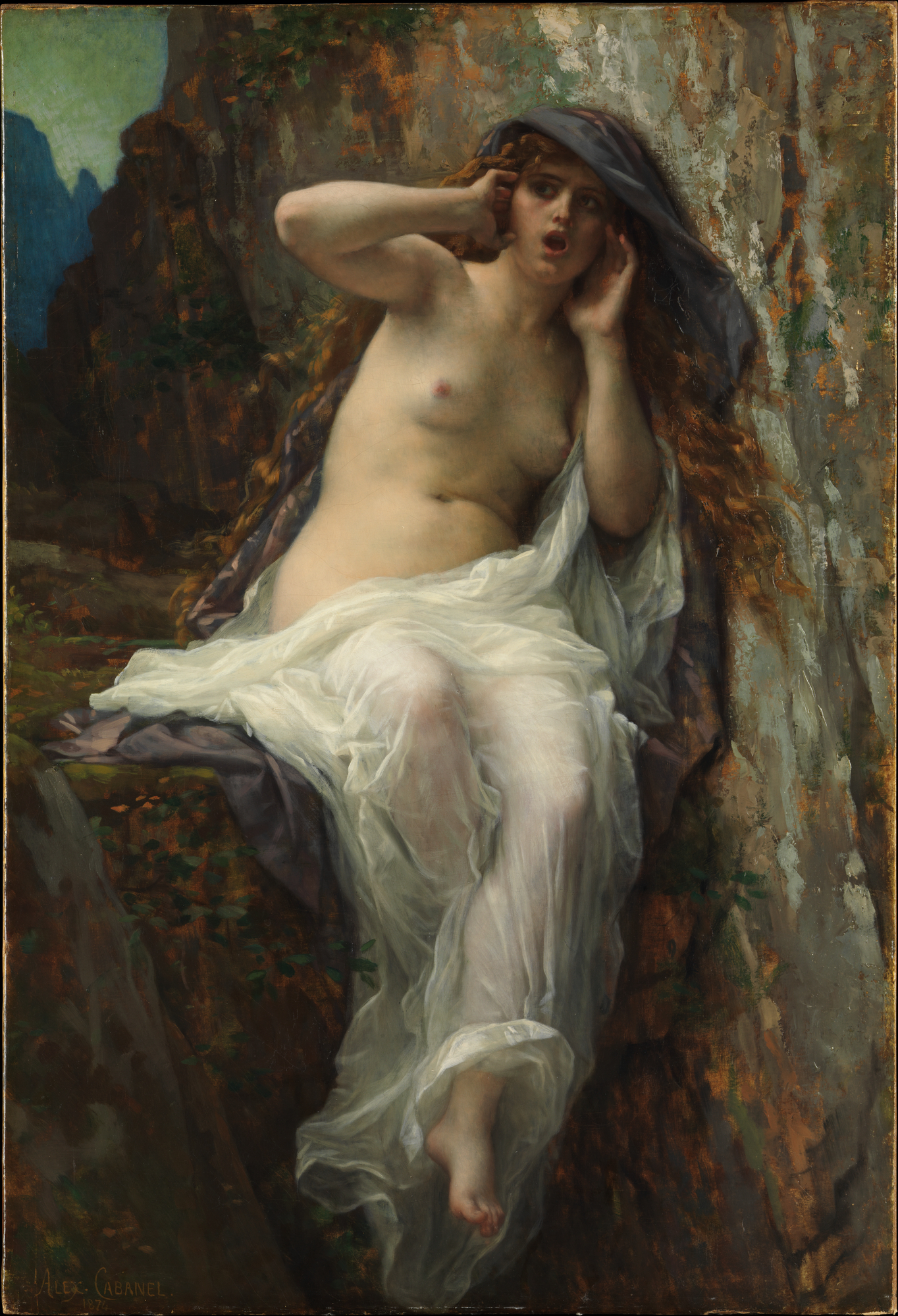

에코(그리스어: Ἠχώ)는 그리스 신화에 나오는, 자신의 목소리를 사랑한 오로스(산 님프)이다. 말이 많고 수다스럽다고 전해진다.
제우스는 님프를 좋아해 에코와 그녀의 친구들을 자주 찾아갔다. 제우스의 부인인 헤라는 이를 알아차리고 님프들을 찾아내려 하자, 이를 눈치챈 에코가 헤라에게 말을 걸어 제우스가 헤라가 왔다는 것을 눈치 채도록 하였다. 에코가 제우스를 도왔다는 것을 깨달은 헤라는 화를 내며 에코를 다른 사람이 한 말의 마지막 마디 밖에는 말을 할 수 없도록 만들었으며, 이것이 메아리의 원조가 되었다.

## 같이 보기
- 나르키소스